# Pio XII (Maranhão)
Pio XII è un comune del Brasile nello Stato del Maranhão, parte della mesoregione del Centro Maranhense e della microregione del Médio Mearim.

## Origini del nome
Prende il proprio nome da papa Pio XII.